# Goryphus semiglaber
Goryphus semiglaber là một loài tò vò trong họ Ichneumonidae.